# Ismael Debjani
Ismael Debjani (* 25. September 1990 in Montignies-sur-Sambre, Charleroi) ist ein belgischer Leichtathlet, der sich auf den 1500-Meter-Lauf spezialisiert hat.

## Leben
Ismael Debjani wurde in der Stadt Charleroi geboren. Erst im Alter von 20 Jahren fing er, auf Anraten seiner Mutter, mit der Leichtathletik an. Zuvor betrieb er die Sportarten Fußball, Basketball, Tennis und Schwimmen. Er absolvierte ein Pädagogikstudium am Haute Ecole Louvain, das er mit dem Bachelor abschloss. Anschließend nahm er ein Masterstudium an der Université catholique de Louvain auf. Debjani lebt heute im Stadtteil Jumet in seiner Heimatstadt.

## Sportliche Laufbahn
Debjani nimmt seit 2010 an Wettkämpfen über Mittelstreckendistanzen teil. Damals belegte er den sechsten Platz über 800 Meter bei den Belgischen U23-Meisterschaften. Ein Jahr später verbesserte er seine Bestleistung über 800 Meter um fast vier Sekunden. 2012 nahm er erstmals an den Belgischen Meisterschaften der Erwachsenen teil, bei denen er über 800 Meter den fünften Platz belegte. 2013 blieb er erstmals unter der Marke von 1:50,00 min. 2014 wurde er Belgischer Meister im 800-Meter-Lauf, 2015 siegte er bei den nationalen Crosslauf-Meisterschaften. Ab der Saison 2016 trat er vermehrt im 1500-Meter-Lauf an. Im Juni gewann er über diese Distanz die Bronzemedaille bei den Belgischen Meisterschaften. Im Juli nahm er bei den Europameisterschaften in Amsterdam an seinen ersten internationalen Meisterschaften teil und zog dabei direkt in das Finale ein. Darin belegte er als Elfter den vorletzten Platz. Eine Woche später steigerte er seine Bestzeit auf 3:35,62 min und erfüllte damit theoretisch die Norm für die Olympischen Spiele in Rio de Janeiro. Das Erreichen der Norm erfolgte allerdings ein paar Wochen zu spät, sodass er nicht nach Brasilien reisen konnte. 2017 stellte Debjani im Juli mit 3:33,70 min einen neuen Nationalrekord Belgiens im 1500-Meter-Lauf auf und qualifizierte sich damit auch für die Weltmeisterschaften in London. Bevor er in London antrat, gewann er bei den Belgischen Meisterschaften die Silbermedaille. Bei den Weltmeisterschaften lief er schließlich lediglich eine Zeit von 3:43,71 min und schied damit als Zwölfter seines Vorlaufes aus.
Die Saison 2018 begann aufgrund einer Schleimbeutelentzündung für ihn leicht verspätet. Dennoch schaffte er es sich für die Europameisterschaften in Berlin zu qualifizieren, bei denen er wie schon 2016 in das Finale einziehen konnte. Mit einer Zeit von 3:39,48 min belegte er den achten Platz. Einen Monat später belegte er an gleicher Stelle beim ISTAF Berlin mit Saisonbestleistung von 3:34,40 min den dritten Platz. 2019 trat er bei den Halleneuropameisterschaften in Glasgow an, wurde nach dem Vorlauf allerdings disqualifiziert. Anfang Oktober nahm er in Doha an seinen zweiten Weltmeisterschaften teil, verpasste allerdings wie bereits 2017 den Einzug in das Halbfinale. 2020 wurde er zum zweiten Mal Belgischer Meister über 1500 Meter. Im Juni 2021 verbesserte er in Genf seinen eigenen Nationalrekord auf 3:33,06 min und schaffte damit die Qualifikation für die Olympischen Spiele in Tokio. Dort gewann er Anfang August seinen Vorlauf und zog in das Halbfinale ein. Darin kam er anschließend dann nicht über eine Zeit von 3:42,18 min hinaus und verpasste damit den Einzug in das Finale deutlich.
2022 trat Debjani im März bei den Hallenweltmeisterschaften in Belgrad an. Er startete im ersten von insgesamt vier Vorläufen, verpasste als Fünfter des Laufes allerdings den Einzug in das Finale. Insgesamt belegte er den 13. Platz. Später im Sommer nahm er an den Weltmeisterschaften in den USA teil. Dort schied er nach dem zwölften Platz in seinem Lauf ebenfalls nach dem Vorlauf aus. Einen Monat später trat er bei den Europameisterschaften in München an. Er schaffte es in das Finale einzuziehen, belegte darin allerdings den letzten der zwölf Finalstartplätze. 2023 startete Debjani im März bei den Halleneuropameisterschaften in Istanbul. Im Finale über 1500 Meter belegte er den siebten Platz. Später im August trat er in Budapest wieder bei den Weltmeisterschaften an. In seinem Vorlauf blieb er als 15. seines Laufes chancenlos, ins Halbfinale einzuziehen.

## Wichtige Wettbewerbe
| Jahr                | Veranstaltung               | Ort                 | Platz               | Disziplin           | Zeit                |
| Startet für Belgien | Startet für Belgien         | Startet für Belgien | Startet für Belgien | Startet für Belgien | Startet für Belgien |
| ------------------- | --------------------------- | ------------------- | ------------------- | ------------------- | ------------------- |
| 2016                | Europameisterschaften       | Amsterdam           | 11.                 | 1500 m              | 3:49,12 min         |
| 2017                | Weltmeisterschaften         | London              | 22.                 | 1500 m              | 3:43,71 min         |
| 2018                | Europameisterschaften       | Berlin              | 8.                  | 1500 m              | 3:39,48 min         |
| 2019                | Halleneuropameisterschaften | Glasgow             |                     | 1500 m              | DQ (Vorlauf)        |
| 2019                | Weltmeisterschaften         | Doha                | 31.                 | 1500 m              | 3:39,11 min         |
| 2021                | Olympische Spiele           | Tokio               | 23.                 | 1500 m              | 3:42,18 min         |
| 2022                | Hallenweltmeisterschaften   | Belgrad             | 13.                 | 1500 m              | 3:39,47 min         |
| 2022                | Weltmeisterschaften         | Eugene              | 34.                 | 1500 m              | 3:39,96 min         |
| 2022                | Europameisterschaften       | München             | 12.                 | 1500 m              | 3:43,28 min         |
| 2023                | Halleneuropameisterschaften | Istanbul            | 7.                  | 1500 m              | 3:40,06 min         |
| 2023                | Weltmeisterschaften         | Budapest            | 48.                 | 1500 m              | 3:39,73 min         |

## Persönliche Bestleistungen
Freiluft
- 800 m: 1:46,31 min, 29. Mai 2021, Oordegem
- 1500 m: 3:33,06 min, 12. Juni 2021, Genf, (belgischer Rekord)
- 5000 m: 13:32,45 min, 2. Juli 2022, Heusden-Zolder

Halle
- 1000 m: 2:19,02 min, 1. Februar 2020, Gent
- 1500 m: 3:36,38 min, 3. Februar 2022, Ostrava, (belgischer Rekord)
- 3000 m: 7:49,08 min, 4. Februar 2023, Gent